# Рас-Дашен
Рас-Даше́н або Рас-Даша́н (амх. ራስ ደጀን) — найвища гора Ефіопії і усього Ефіопського нагір'я, розташована на півночі Ефіопського нагір'я, недалеко від міста Гондер. Висота — 4 550 м. Є частиною національного парку Гори Симен.

## Опис
Згідно з Еріком Нільсоном, Рас-Дашен — східний пік оправи «великого вулкану, північна половина якого скорочена приблизна тисячі метрів численних ущелин, стікаючи в річку Такезе.» Його західна копія — гора Біуат (4 510 м), відділена долиною річки Мешаха.

## Висота
Висота гори 4 620 метрів непослідовно зі всіма сучасними оглядами і даними РМТШ. Огляд картографії країни в 1960-х і 1970-х встановив висоту 4 533 метрів. Висота, наведена тут, взята від 2005 р.: публікація Ефіопського управління картографії.

## Перше сходження
Першими європейцями, що зійшли на вершину гори, були французькі офіцери — Ферре і Галін'є в 1841 р. Нема ніяких свідчень про більш раннє сходження місцевими мешканцями, хоча клімат і умови на вершині відносно спиятливі.